# What We Have Sown
What We Have Sown is het zevende muziekalbum van de Britse band The Pineapple Thief (TPT). Het is opgenomen in augustus 2007 in de Dining Rooms, Yeovil, Somerset. Het album werd afgeleverd in een tijd dat TPT in de belangstelling stond van het platenlabel Kscope, maar dat ze contractueel nog een album voor Cyclops Records moesten opnemen. De muziek werd een mengeling van muziek die bij vorige albums op de planken was blijven liggen en nieuwe muziek. Opnieuw werden vergelijkingen gemaakt met Radiohead en Porcupine Tree. De titel verwijst naar het leven van Soord: "dedicated to Liz and what we have sown" (Liz is echtgenote van Bruce).
In 2013 werd het album opnieuw uitgegeven door K-Scope in een heruitgave van het Cyclops-materiaal (Cyclops was gestopt); het album werd opnieuw gemixt en er werden twee tracks toegevoegd: You sign out en Before it costs us.

## Musici
- Bruce Soord – zang, gitaar en toetsen;
- John Sykes – basgitaar;
- Wayne Higgins - gitaar
- Keith Harrison – slagwerk;
- Steve Kitch – toetsen

Met
- Richard Hunt - viool

## Muziek
Alle van Soord:

| Nr. | Titel                               | Duur  |
| --- | ----------------------------------- | ----- |
| 1.  | All You Need to Know                | 4:19  |
| 2.  | Well, I Think That's What You Said? | 5:20  |
| 3.  | Take Me With You                    | 5:07  |
| 4.  | West Winds                          | 8:52  |
| 5.  | Deep Blue World                     | 6:08  |
| 6.  | What Have We Sown?                  | 27.33 |

De track What Have We Sown doet bij vlagen denken aan muziek van The Cure, met lange trage zware zich herhalende melodielijnen. Daarnaast maakt het gebruik van de vele echo’s in het begin, hetgeen een vergelijking mogelijk maakt met Echoes van het Pink Floyd album Meddle, ook de opbouw van de compositie vertoont gelijkenissen met dat werk. Het begint met een instrumentaal intro, daarna volgt de zang om ten slotte te eindigen in een lange instrumentale finale. Soord gaf in 2021 toe dat de populariteit van het album deels aan dat nummer te danken is.